# Anna Pestalozzi-Schulthess
Anna Pestalozzi-Schulthess, née le 9 août 1738 à Zurich et morte le 17 décembre 1815 à Yverdon-les-Bains, est une pédagogue et philanthrope suisse, femme de Johann Heinrich Pestalozzi et administratrice financière de l'institut Pestalozzi. Elle a financé les orphelinats et les écoles de son mari, étant souvent le seul soutien financier de ses projets,. 

## Famille
Anna Pestalozzi-Schulthess est née au sein d'une famille de commerçants riches et réputés qui tenait une boulangerie et une confiserie à la Rüdenplatz de Zurich.
Le père de Pestalozzi-Schulthess, Hans Jakob Schulthess (1711-1789), occupait un poste important à la Zunft zur Saffran, la guilde des marchands de Zurich. Dans sa jeunesse, il a voyagé à travers l'Allemagne, les Pays-Bas et la France pour acquérir des compétences commerciales. Après avoir hérité de l'entreprise familiale, il l'a étendue au commerce des épices et des médicaments. Il était connu pour sa piété, et il assistait aux services religieux de nombreuses sectes et organisations chrétiennes pour accroître ses connaissances religieuses.
La mère de Pestalozzi-Schulthess, Anna Holzhalb (1711-1781), était presque entièrement responsable de la gestion de l'entreprise familiale en plus du ménage. Sa responsabilité dans la gestion des magasins découlait des responsabilités de son mari dans la guilde, qui l'occupait de 16 heures jusqu'au soir. En outre, elle assistait aux foires et aux salons, une responsabilité qui incombait généralement aux hommes. Elle était une femme d'affaires avisée, ce qui l'a mise en conflit avec son mari et a provoqué leur séparation pendant deux ans. Mais ce qui est le plus important pour Pestalozzi-Schulthess, c'est que Holzhalb était extrêmement stricte avec ses enfants, refusant de reconnaître leur indépendance lorsqu'ils grandissaient. Holzhalb a été décrite comme froide et sans émotions, et battait encore sa fille à l'âge de 30 ans.

## Biographie

### Enfance et jeunesse
Anna Schulthess est née le 9 août 1738 de Hans Jakob Schulthess et Anna Holzhalb. Elle était l'aînée d'une fratrie de cinq enfants. Par volonté de des parents, elle reçoit une éducation influencée par les idées de Rousseau. Elle a rencontré Johann Heinrich Pestalozzi en 1767 après la mort soudaine de Johann Kaspar Bluntschli, un ami commun, victime d'une maladie pulmonaire. Bluntschli a eu un grand impact sur Pestalozzi, l'incitant à travailler pour le progrès social et politique. Il était aussi un ami proche de Schulthess,. La tristesse partagée après la mort de Bluntschli a déclenché une correspondance secrète entre Schulthess et Pestalozzi, que Schulthess a entretenue malgré la forte opposition de ses parents, en faisant transporter les lettres par son frère Kaspar,. Schulthess se marie avec Pestalozzi le 30 septembre 1769 à Gebenstorf, contre la volonté de ses parents. Entre 1767 et 1769, les deux ont échangé 468 lettres, soit plus de 650 pages.

### Le Neuhof
En 1770, Pestalozzi a emprunté de l'argent pour acheter 36 hectares de terrain près de Birr afin de construire le Neuhof, un établissement agricole conçu comme un modèle de la philosophie économique qu'il avait apprise de Johann Rudolf Tschiffeli. Le site avait été choisi intentionnellement pour être proche du lieu de réunion de la Société helvétique, mais les terres étaient improductives et la ferme a connu un échec financier dès sa deuxième année.
En 1774, le Neuhof a été transformé en école industrielle pour environ 37 enfants et 13 adultes démunis. Pestalozzi-Schulthess était chargée de gérer le ménage et les finances de l'établissement, qu'elle a largement soutenu grâce à sa propre fortune familiale. Son expérience de commerçante dans l'entreprise familiale de pâtisserie et de confiserie l'a aidée dans son travail financier. En outre, elle enseignait aux filles du Neuhof les techniques ménagères et le filage. Bien qu'il soit clair pour elle que l'institution ne connaîtra jamais de succès financier (grâce à la ferme ou au travail des enfants), Pestalozzi-Schulthess a continué à utiliser sa propre fortune pour soutenir le Neuhof jusqu'à sa faillite.

### Fin de vie
Pestalozzi-Schulthess a ensuite participé aux derniers projets éducatifs de son mari, notamment l'orphelinat de Stans et l'école de Burgdorf. Durant toute sa vie, elle s'est démontrée une fidèle collaboratrice de son mari dans ses travaux de réforme de l'éducation. En 1807, elle rejoint le projet le plus abouti de Pestalozzi, l'institut d'Yverdon, où elle meurt en 1815. En 1813, deux ans avant sa mort, elle utilise son héritage pour sauver financièrement l'institut, lui permettant de continuer à éduquer pendant douze ans encore, jusqu'à sa fermeture en 1825.